# Tragopogon porrifolius
Tragopogon porrifolius — вид квіткових рослин родини Айстрові (Asteraceae).

## Опис
Це однорічна або дворічна рослина, яка формує до 30 сантиметрів завдовжки стрижневий корінь. Стебла (15)30–60(120) см, зазвичай гіллясті. Лінійно-ланцетне листя ширше біля основи. Стебла зазвичай несуть кілька квіткових головок. Квіти від каламутно-фіолетових до фіолетово-бузкових, 30–50 мм в поперечнику. Цвіте і плодоносить з квітня по травень.

## Поширення
Північна Африка: Алжир; Лівія; Марокко; Туніс. Кавказ: Вірменія; Азербайджан. Західна Азія: Кіпр; Єгипет - Синай; Ізраїль; Йорданія; Ліван; Сирія; Туреччина. Південна Європа: Боснія і Герцеговина; Болгарія; Хорватія; Греція; Італія; Македонія; Чорногорія; Румунія; Словенія; Франція; Іспанія. Натуралізований у деяких інших країнах, в тому числі Україні. Культивується.
Населяє луки на лужних ґрунтах і росте вздовж доріг, між 200 і 1300 метрів.

## Використання
Рослина їстівна , але коріння та листя найбільш приємні, якщо їх зібрати до того, як утвориться квітконос.  Відомо, що корінь має м’який смак у сирому вигляді, описується як спаржа або устриці , від яких ця рослина отримала свою альтернативну назву – устриця.  Сирі молоді корені можна терти для використання в салатах. Якщо коріння занадто жорсткі для їжі, їх можна відварити, додавши щіпку харчової соди та змінивши воду. Їх можна додавати в супи, рагу або смажити. До риби рекомендується вживати пюре (окремо або з картоплею).
Квітучі пагони можна використовувати як спаржу, сирі або варені, а квіти можна додавати в салат, а пророщені насіння можна використовувати в салатах або бутербродах.
Рослина складається з 77% води, 19% вуглеводів , 3% білка і містить незначну кількість жиру.  У 100 грамах  сирого сальсафіту міститься 82 калорії,  помірний вміст рибофлавіну, вітаміну B6, вітаміну C, марганцю та фосфору. Містить інулін замість крохмалю.
Найбільше використовується у французької та ампурданської кухнях.

## Галерея

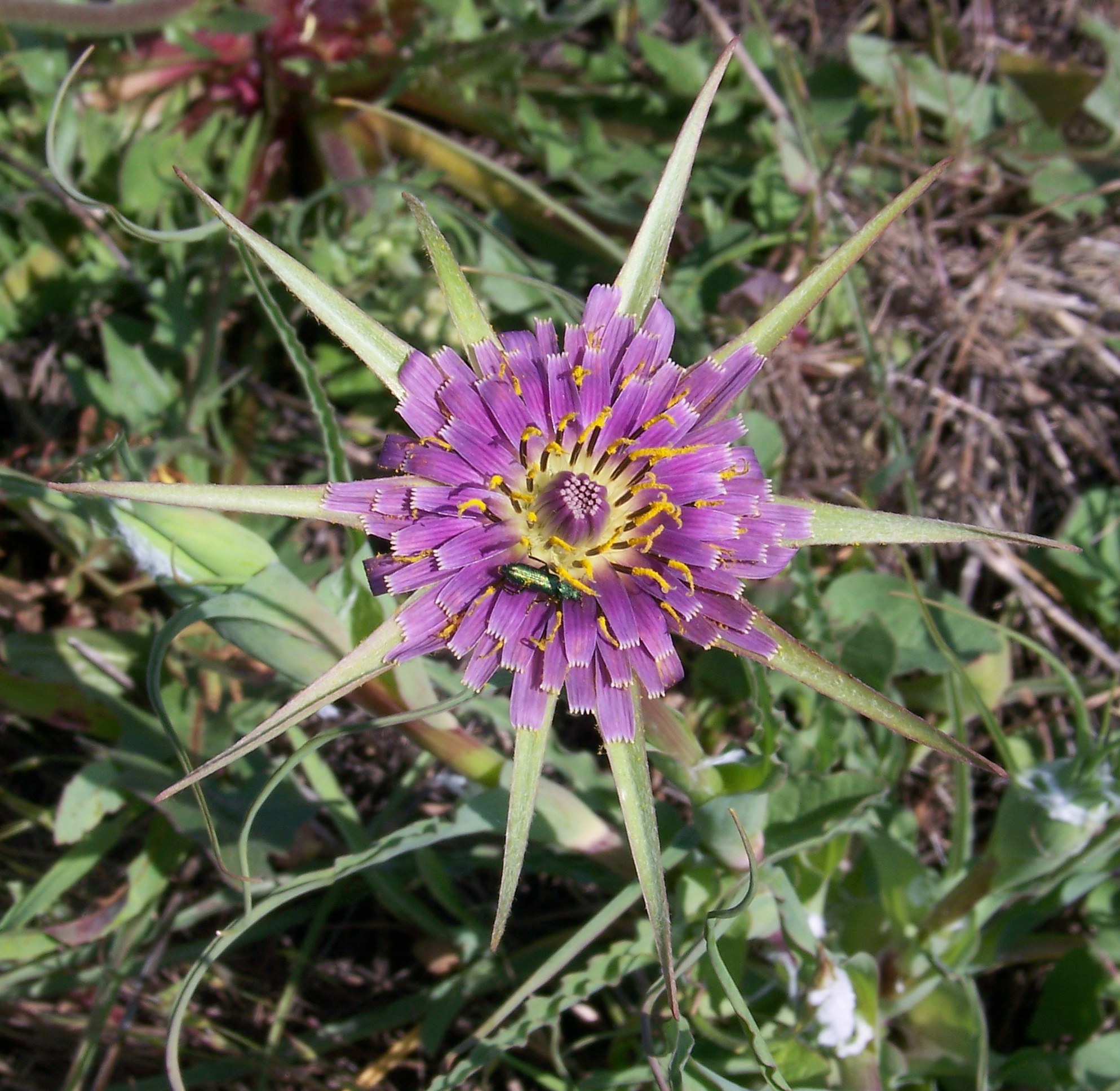
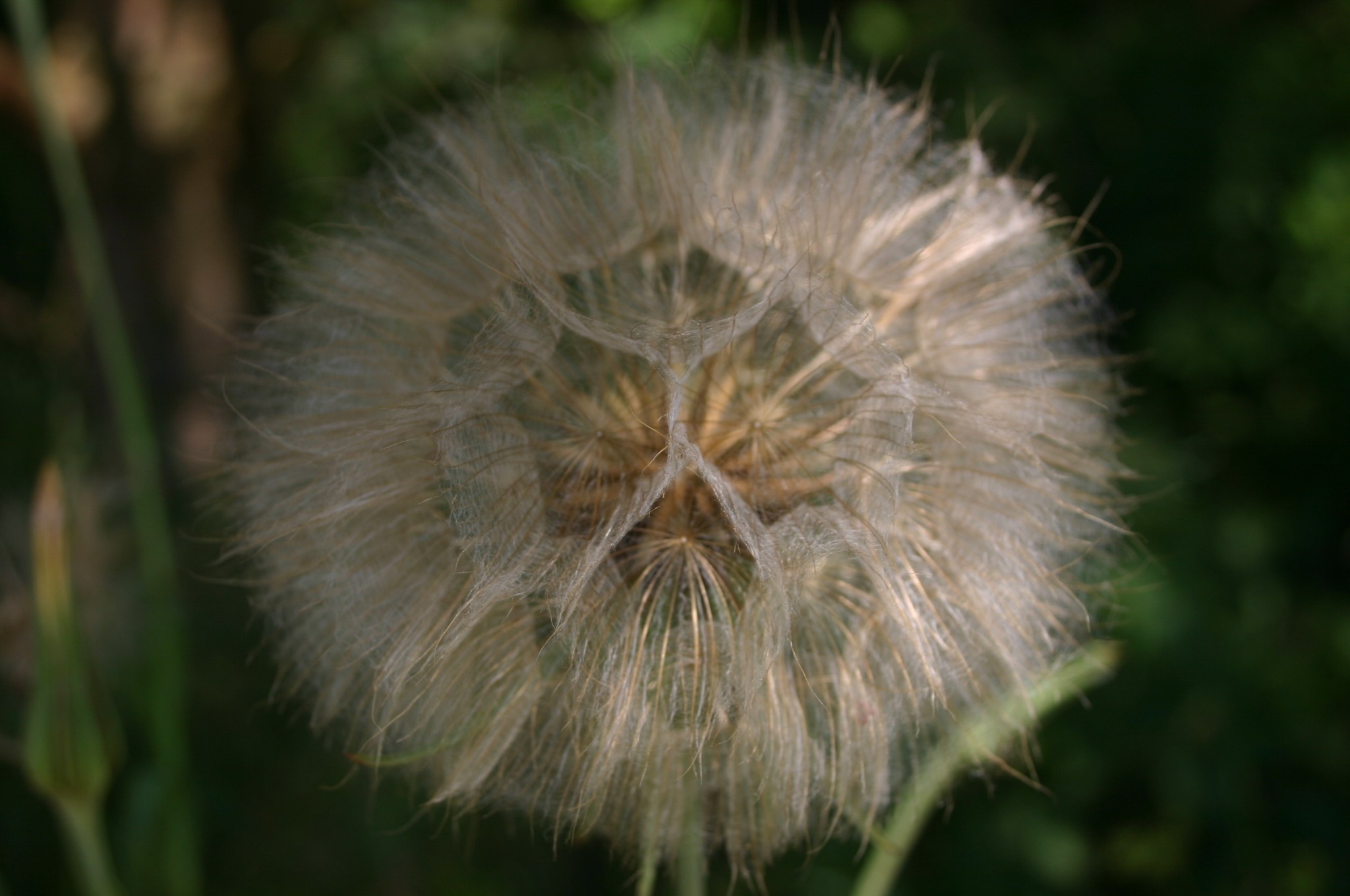
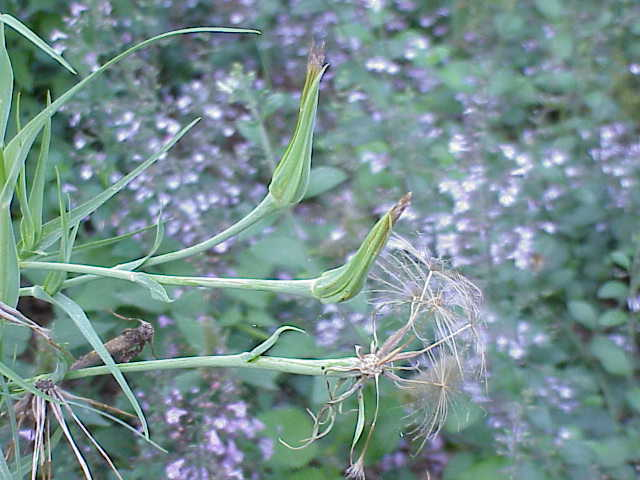